# Tomáš Smejkal
Tomáš Smejkal (* 7. červenec 1998, Česko) je český fotbalový záložník, od zimy 2021 hráč klubu FK Jablonec.

## Klubová kariéra

### Mládežnické roky
Smejkal je odchovancem Jihlavy.

### FC Vysočina Jihlava
Prvoligový debut si Smejkal odbyl v dresu Jihlavy v prosinci 2017 proti Slovácku. Následně se do prvního týmu nedokázal probojovat a tak v březnu 2019 odešel na hostování do Líšně.
Po svém návratu však od sezóny 2019/20 začal pravidelně nastupovat (to už Jihlava hrála druhou nejvyšší soutěž). V uvedené sezóně prokázal značnou produktivitu, když ve 28 ligových utkáních vstřelil 6 branek a na dalších 7 přihrál. Nastoupil také do 3 zápasů MOL Cupu, kde vstřelil jednu branku.
V dobrých výkonech pokračoval i v sezoně 2020/21. V podzimní části druhé ligy odehrál za Jihlavu 12 ligových utkání, ve kterých dal 4 branky a na dalších 9 jich nahrál. Vysokou produktivitu prokázal i v MOL Cupu, když ve 3 utkáních vstřelil 4 branky.
Jeho výkony neunikly pozornosti prvoligových klubů.

#### SK Líšeň (hostování)
Do třetiligové Líšně přišel na konci března 2019. Strávil zde pouhé tři měsíce, přesto za tu dobu stihl odehrát 13 ligových utkání, ve kterých vstřelil 5 branek.

### FK Jablonec
Do Jablonce přestoupil v lednu 2021 a premiéru v jeho dresu si připsal na posledních pár minut v prvoligovém utkání proti pražské Slavii. K 10. únoru 2021 na další příležitost v prvním kádru Jablonce teprve čeká.

## Reprezentační kariéra
V roce 2019 byl nominován do kádru reprezentace České republiky do 21 let pro kvalifikační utkání o Mistrovství Evropy proti Skotsku, do utkání však nakonec nezasáhl.

## Klubové statistiky
- aktuální k 10. únor 2021

| Tým                 | Sezona            | Liga   | Liga   | Pohár  | Pohár  | Evropské poháry | Evropské poháry |
| Tým                 | Sezona            | Zápasy | Branky | Zápasy | Branky | Zápasy          | Branky          |
| ------------------- | ----------------- | ------ | ------ | ------ | ------ | --------------- | --------------- |
| FC Vysočina Jihlava | 2017/18           | 1      | 0      | -      | -      | -               | -               |
| FC Vysočina Jihlava | 2019/20 (2. liga) | 28     | 6      | 3      | 1      | -               | -               |
| FC Vysočina Jihlava | 2020/21 (2. liga) | 12     | 4      | 3      | 4      | -               | -               |
| SK Líšeň            | 2018/19 (3. liga) | 13     | 5      | -      | -      | -               | -               |
| FK Jablonec         | 2020/21           | 1      | 0      | -      | -      | -               | -               |
| Celkem              | Celkem            | 55     | 15     | 6      | 5      | 0               | 0               |